# Emirado Aglábida
O Emirado Aglábida foi um Estado islâmico do Norte da África, existente entre 800 e 909, que foi governado pelos Banul Aglabe ou aglábidas. Seu primeiro emir foi Ibraim I ibne Aglabe (r. 800–812), a quem o califa Harune Arraxide (r. 786–809) cedeu a Ifríquia para ser governada em nome do Califado Abássida, e o último foi Abu Mudar Ziadate Alá III (r. 903–909), que fugiu do país diante da conturbação política, permitindo a formação do Califado Fatímida.

## Lista de emires
1. Ibraim I ibne Aglabe (r. 800–812)[2]
2. Abedalá I ibne Ibraim (r. 812–817)[2]
3. Ziadete Alá I ibne Ibraim (r. 817–838)[2]
4. Aglabe Abu Afane ibne Ibraim (r. 838–841)[2]
5. Maomé I Abul Abas ibne Aglabe Abi Afane (r. 841–856)[2]
6. Aboboerim Amade (r. 856–863)[2]
7. Ziadete Alá II ibne Abilabas (r. 863–864)[2]
8. Maomé II ibne Amade (r. 863–875)[2]
9. Ibraim II ibne Amade (r. 875–902)[2]
10. Abedalá II ibne Ibraim (r. 902–903)[2]
11. Abu Mudar Ziadete Alá III ibne Abedalá (r. 903–909)[2]